# Orient Express (автомобіль)
бензиновий
Робочий об'єм
1800 см3

Циліндрів    

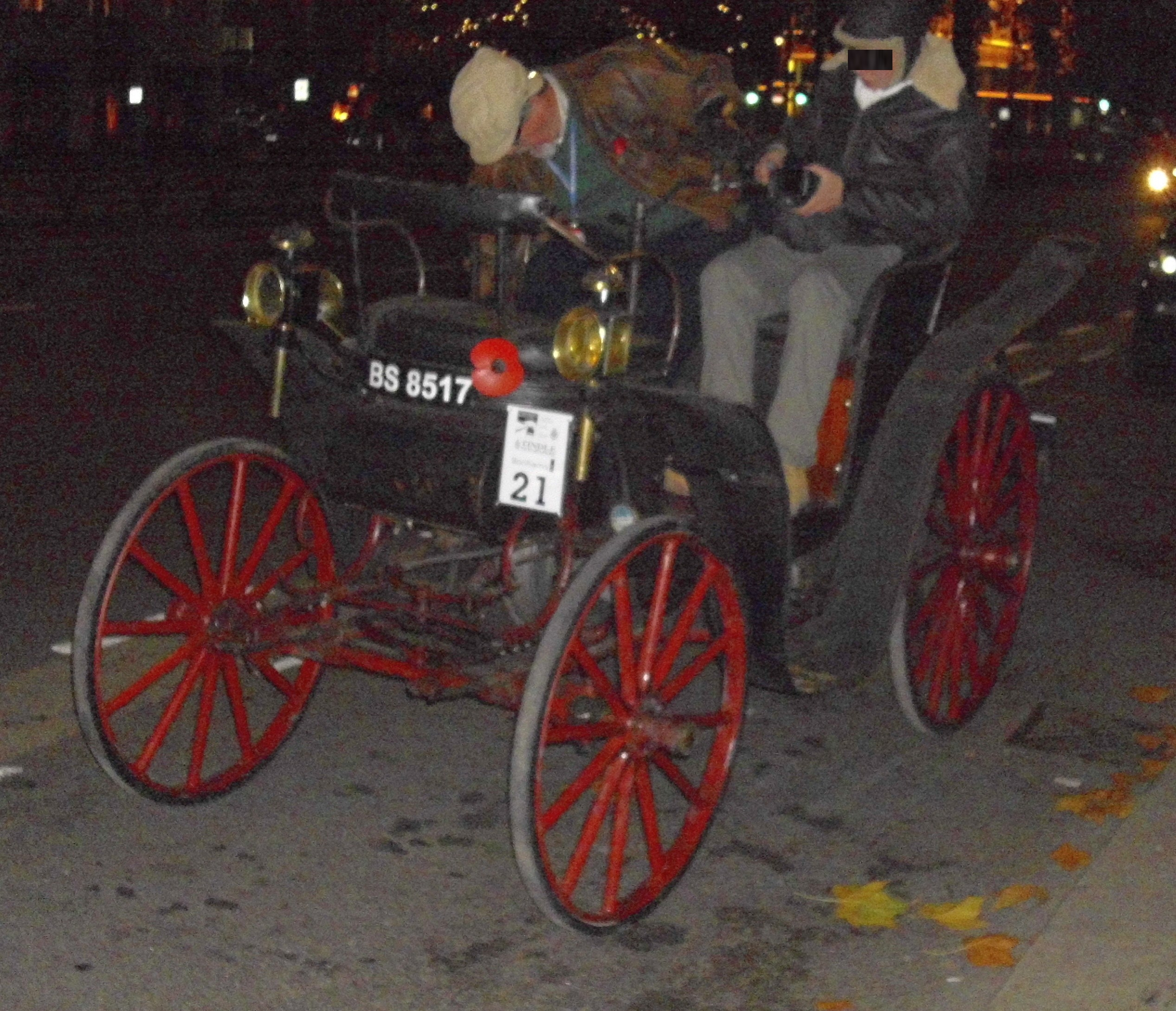
Orient Express 1898 року на автопробігу раритетних автомобілів Лондон-Брайтон (2011)

Orient Express — автомобіль, що вироблявся компанією Теодора Брегманна Bergmann's Industriewerke в Гаггенау з 1895 по 1903 рік. Orient Express мав схожий дизайн з конструкцією автомобіля Карла Бенца Benz Velo. Перші моделі мали двомісний кузов фаетон. Оснащувався одноциліндровим двигуном, об'ємом 1800 см³, потужністю в 3 кінські сили, розміщеним у задній частині автомобіля. Пізніші моделі оснащувалися двигуном у 4 кінські сили. Автомобіль мав привід на задню вісь. Діаметр передніх коліс був менше задніх.
Автомобілі Orient Express різних років випуску періодично беруть участь в автопробігу раритетних автомобілів Лондон-Брайтон.